# アール・ナヒヤーン・スタジアム
アール・ナヒヤーン・スタジアム(アラビア語: ملعب آل نهيان、英: Al Nahyan Stadium)は、アラブ首長国連邦の首都アブダビにある多目的スタジアムである。英語風にアル・ナーヤン・スタジアムと呼ばれることもある。

## 概要
スタジアム名のアール・ナヒヤーンとはアブダビ首長国を治めているナヒヤーン家のこと。1995年に設立された。収容人数は11,456人。主にサッカーの試合に用いられ、UAEリーグに所属するアル・ワフダ・アブダビがホームスタジアムとして使用している。
2003年には、FIFAワールドユース選手権の会場として使用された。

## 交通アクセス
すぐ側にアブダビ・タクシーステーションやアブダビ・バスステーションがあるためアクセスは容易。隣にはアル・ワフダ・モールというショッピングモールや高層ビルがある。